# Перший закон термодинаміки
Пе́рший зако́н термодина́міки є математичним вираженням кількісної сторони фундаментального закону природознавства — закону збереження енергії — у застосуванні до термодинамічних систем. 

## Історична довідка
Передумовами відкриття закону збереження енергії послужили експериментальні і теоретичні дослідження в галузі фізики і хімії і успіхи розвитку теплових двигунів у XVIII і XIX століттях. Спочатку були отримані часткові вирази закону збереження енергії: принцип виключеного Perpetuum mobile першого роду, закон Гесса і принцип еквівалентності. Найскладнішим етапом у формуванні закону збереження енергії було встановлення принципу еквівалентності тепла і роботи, тому дата такого встановлення зазвичай ототожнюється з датою відкриття першого закону термодинаміки.  Перший закон був сформульований в результаті робіт німецького вченого Юліуса Майєра, який розповсюдив закон збереження механічної енергії спочатку на теплові явища (1842), а потім на усі немеханічні явища, англійського фізика Джеймса Джоуля (1843), який експериментально заснував новий закон, і німецького фізика Германа Гельмгольца (1847), який, незалежно від Майєра, росповсюдив закон збереження енергії на усі її види і зіграв вирішальну роль у тому, що цей закон став загальновизнаним. .

## Постулат першого закону термодинаміки
Вихідним постулатом першого закону термодинаміки є закон збереження енергії:
 Енергія ізольованої системи зберігає постійну величину при всіх змінах, що відбуваються в цій системі або, що те ж саме: енергія не виникає з нічого і не може звернутися в ніщо.

## Внутрішня енергія
Найважливішим моментом в побудові першого закону термодинаміки є введення поняття внутрішньої енергії термодинамічної системи (Вільям Томсон, 1851). З точки зору кінетичної теорії будови речовини внутрішня енергія термодинамічної системи вимірюється рівнем кінетичної енергії і енергії взаємодії матеріальних частинок цієї системи, однак подібні погляди недостатні для пояснення всіх відомих явищ виділення енергії (хімічні, внутрішньоатомні, внутрішньоядерні процеси, електромагнітні, гравітаційні та інші взаємодії.) Питання про справжню природу внутрішньої енергії тіл тісно пов'язане з вивченням будови матерії, причому рішення цього спеціального завдання, що базується на уявленнях про природу безпосередньо не спостережуваних явищ, виходить за рамки можливостей лише одного закону збереження енергії. Тому, в основу побудов основних принципів термодинаміки може бути покладено лише таке загальне визначення внутрішньої енергії тіл, яке не обмежує можливостей строгої побудови термодинаміки на базі постулатів загальнолюдського досвіду. 
Внутрішньою енергією термодинамічної системи називається повний запас енергії її внутрішнього стану, визначуваний залежно від деформаційних координат і температури:
{\displaystyle u=u(x_{1},x_{2}...x_{n},t).}
Повний запас енергії внутрішнього стану тіл {\displaystyle (u)}, ймовірно, не може бути визначений ні на якому рівні розвитку природознавства, але ця обставина не обмежує рівня загальності і точності математичних виразів термодинаміки, оскільки у ці співвідношення входять лише величини зміни внутрішньої енергії як функції стану {\displaystyle (du)}, {\displaystyle (\delta u)}. У зв'язку з цим внутрішня енергія відраховується від довільно вибраного рівня (наприклад, 0℃ і 760 мм рт. ст.).
При побудові термодинаміки приймається також, що усі можливі енергетичні взаємодії між тілами зводяться лише до передачі тепла і роботи. Відповідно формулюється початкова форма для першого закону термодинаміки як математична фіксація закону збереження енергії:
Зміна внутрішньої енергії тіла або системи тіл дорівнює алгебраїчній сумі отриманих (переданих) кількостей тепла і виконаної роботи або, що те ж саме, тепло, отримане системою ззовні {\displaystyle \delta Q^{*}} послідовно витрачається на зміну внутрішньої енергії системи {\displaystyle dU} і на виконання нею роботи {\displaystyle \delta A}.
{\displaystyle \delta Q^{*}=dU+\delta A^{*}}
У цьому формулюванні слово послідовно, додане М. І. Білоконем, має такий фізичний сенс. Якщо уявити собі процес, в якому внутрішня енергія залишається незмінною {\displaystyle (U=idem)}, то наведене вище вираження першого закону (без слова послідовно) буде прочитано так: Тепло, отримане тілом або системою, витрачається на виконання нею роботи. Таке твердження вірно лише в тому значенні слова, що числові величини тепла і роботи рівні. Насправді, позитивна робота системи виконується за рахунок зміни її деформаційних координат (наприклад, за рахунок збільшення об'єму), а підведення тепла лише компенсує зменшення внутрішньої енергії, що відбувається при цьому, (зменшення, еквівалентне виконаній зовнішній роботі), так що зрештою внутрішня енергія системи лишається незмінною. Попереджувальна вказівка (послідовно) призначена для відновлення умовної картини послідовного зниження і відновлення рівня внутрішньої енергії при супутній зміні потенційного стану системи.
Знаки роботи і тепла в рівняннях першого закону термодинаміки :
{\displaystyle A>0} — виконання робочим тілом позитивної роботи;
{\displaystyle Q>0} — підведення тепла робочому тілу.
Класична термодинаміка, наслідуючи Р. Клаузіуса, вводить в рівняння першого закону вираження зворотної або термодинамічної роботи
Загальний випадок — {\displaystyle \delta A_{i}=\sum F_{i}dx_{i}}
Просте тіло ─ {\displaystyle \delta A=PdV}
Вирази закону класичної (рівноважної) термодинаміки дійсні лише для оборотних процесів. Ця обставина різко обмежує можливості подальшого розвитку принципів і практичних застосувань розрахункових рівнянь класичної термодинаміки. Оскільки усі реальні процеси є необоротними, стає доцільним узагальнити початкове рівняння першого закону термодинаміки для оборотних і необоротних процесів. З цією метою М. І. Білоконь, не знижуючи високої міри загальності початкових виразів першого закону, запропонував для подальшого розвитку основних принципів і розрахункових рівнянь термодинаміки розгорнути в них також вирази для зовнішньої роботи. Для цього він ввів поняття ефективної роботи — {\displaystyle \delta A^{*}}, що дорівнює різниці термодинамічної роботи {\displaystyle \delta A_{i}=\sum F_{i}dx_{i}} і необоротних втрат {\displaystyle \delta A^{**}}
{\displaystyle \delta A^{*}=\delta A-\delta A^{**}}
Втрачена в незворотних процесах робота {\displaystyle \delta A^{**}} перетворюється в тепло внутрішнього теплообміну тіла {\displaystyle \delta A^{**}}; це тепло повертається до розглянутого тіла або передається тілам зовнішньої системи, причому відповідно зменшується підсумкова величина підведення тепла ззовні:
{\displaystyle \delta A^{**}=\delta Q^{**}}
Повна кількість тепла, отримана тілом {\displaystyle \delta Q}, характеризує термодинамічний (приведений), теплообмін тіла і визначається як сума двох величин — тепло, підведене ззовні {\displaystyle \delta Q^{*}}, і тепло внутрішнього теплообміну {\displaystyle \delta Q^{**}}:
{\displaystyle \delta Q=\delta Q^{*}+\delta Q^{**}}